# Exoneura holmesi
Exoneura holmesi là một loài Hymenoptera trong họ Apidae. Loài này được Rayment mô tả khoa học năm 1946.